# Henriette Dubois-Damart
Henriette Marguerite Blanche Damart, né le 29 novembre 1885 à Saint-Mard, en Seine-et-Marne (France), et morte à Montbéliard en 1945, est une peintre pastelliste française.
Son œuvre est fortement marquée par ses nombreux voyages dans les pays d'Afrique du Nord.

## Biographie
Henriette Damart étudie à l'Académie Julian. Elle a pour maîtres Tony Robert-Fleury, Odilon Redon et Adolphe Déchenaud.
Elle épouse en 1933 Paul Élie Dubois, peintre africaniste, qu'elle a rencontré à l'Académie Julian.

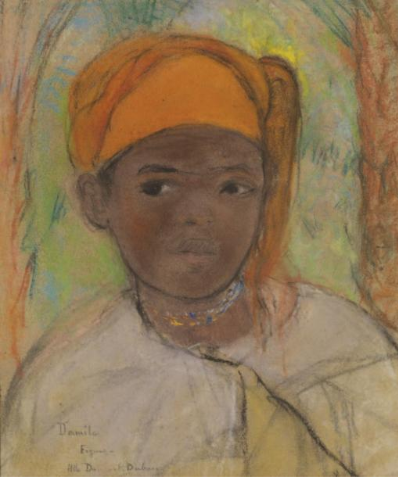
Pastel, date inconnue.

Après son mariage avec Dubois, elle le suit au Maghreb. À l'instar de son mari, elle représentera des portraits et des paysages inspirés de leur vie en Afrique du Nord.
Elle s'inscrit dans la lignée d' Odilon Redon, pour son traitement des couleurs, et des maîtres impressionnistes.
Elle expose au Salon des artistes français dès 1911 ainsi qu'au Salon d'automne, à la Galerie Georges-Petit et au Salon de Tunis et obtient en 1920 le Prix Galimard-Jambert, une médaille d'argent au Salon des artistes français de 1924 et est décoré de l'ordre du Nicham Iftikhar.
Son œuvre aurait été récompensée par la médaille d'or du Salon des Artistes Français en 1935.
Ses œuvres sont conservées, entre autres, aux musées de Tarbes et de Washington. 
Elle a par ailleurs aussi illustré des albums pour enfants : Toinette et la guerre, Josette et Jehan de Reims (Berger-Levrault) et peint de nombreux portraits d'enfants.